# Apocalipsa din 21 decembrie 2012
Apocalipsa din 21 decembrie 2012 este numele general dat unor speculații despre destinul omenirii. Conform acestor speculații anul 2012 este un punct cheie în istoria umanității, apărând diverse interpretări despre ce s-ar fi putut întâmpla în data de 21 decembrie a anului 2012. Unele dintre aceste speculații sunt legate de sfârșitul lumii, altele vorbesc de o nouă eră în istoria umanității. Printre speculațiile legate de sfârșitul lumii se numără invazia extraterestră, prăbușirea unui asteroid de dimensiunea celui care a dus la dispariția dinozaurilor, cutremure devastatoare și/sau revenirea anticristului. Pe lângă speculațiile legate de sfârșitul lumii, există diverse speculații legate de o nouă eră spirituală sau socială. Unele din aceste speculații văd această nouă eră ca pe o oportunitate a societăților secrete de a se impune la nivel mondial. După unii teoreticieni ai conspirației, când aceste societăți se vor impune există șansa ca societatea să se reîntoarcă la o formă de guvernare similară cu cea a fasciștilor și apariția unei noi ordini mondiale. Alte speculații despre această nouă eră vorbesc despre începerea erei astrologice a Vărsătorului. Aceasta eră alături de alte ere creează un mare an care apare o dată la 25.920 ani ai calendarului gregorian. Zecharia Sitchin prezintă în scrierile sale o altă speculație legată de sfârșitul lumii. Sitchin consideră că există o planetă necunoscută încă astronomilor, pe care a numit-o Planeta X (Nibiru). Toate aceste speculații sunt criticate de oamenii de știință, mai ales de Neil deGrasse Tyson. Cea mai des întâlnită critică este afirmația conform căreia aceste speculații deși se bazează pe vagi interpretări științifice sunt „incapabile de a oferi dovezi științifice”.
Potrivit unor calcule făcute de oameni de știință germani, sfârșitul calendarului maiaș ar fi în 2116.

## Speculațiile legate de sfârșitul lumii
Speculațiile legate de anul 2012 sunt împărțite în două mari secțiuni: cele legate de sfârșitul lumii și cele legate de noua era astronomică. Această secțiune este dedicată speculațiilor legate de sfârșitul lumii: schimbarea polilor magnetici, invazia extraterestră, alinierea galactică și altele.

### Alinierea galactică

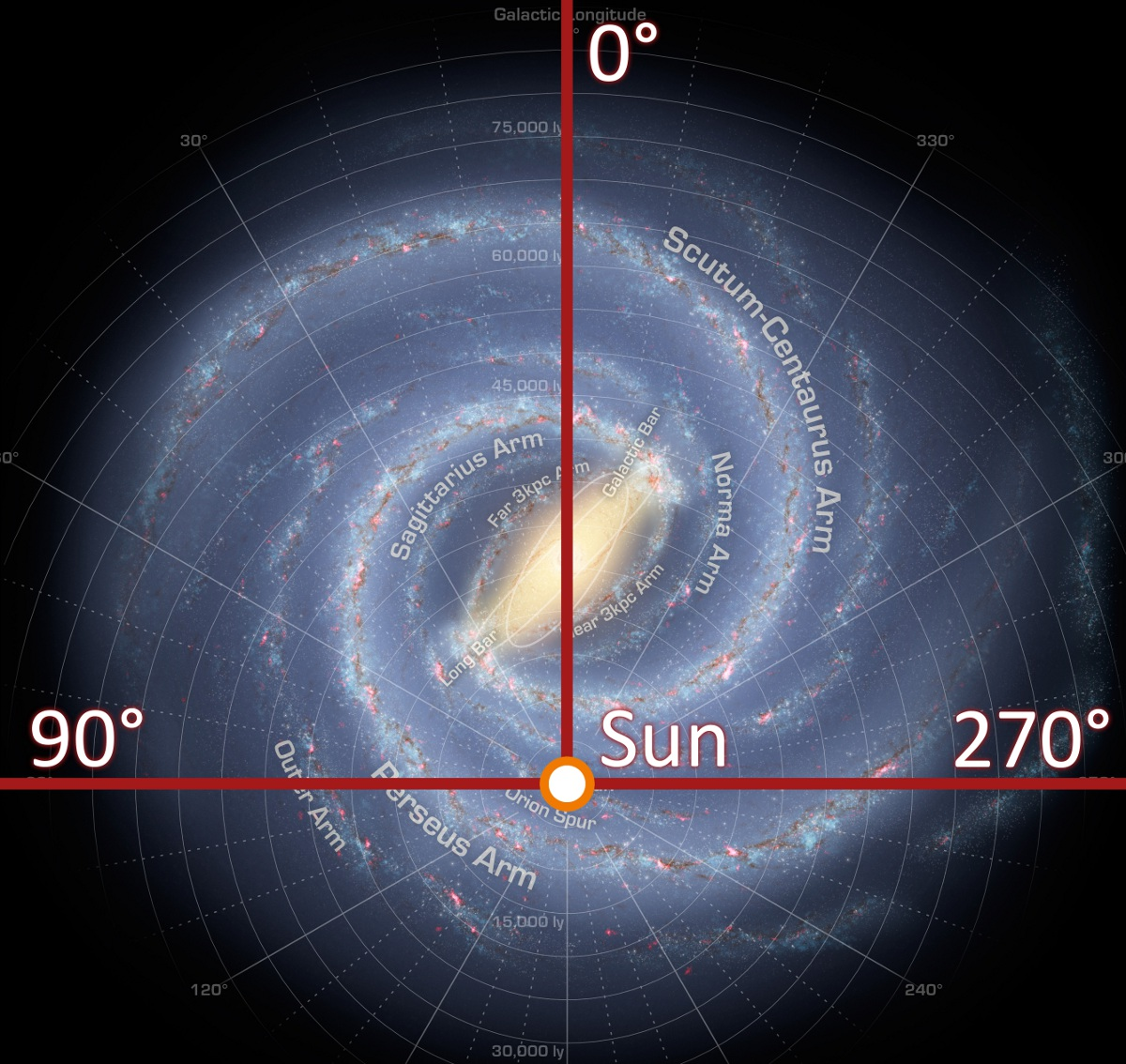
Calea lactee este galaxia în care se află planeta noastră și Sistemul Solar. În apropiere de centrul galaxiei densitatea stelară crește. Oamenii de știință consideră că în centrul galaxiei se află o gaură neagră în jurul căreia orbitează toate sistemele stelare, alte găuri negre etc.

Există speculații care susțin că alinierea galactică ar provoca un eveniment major asupra Terrei. Alinierea galactică presupune că la un moment dat în istoria noastră Soarele, Luna și Pământul s-ar alinia cu centrul galaxiei. Majoritatea adepților acestei teorii consideră că data la care s-ar produce această aliniere este 21 decembrie 2012, moment în care se încheie și un ciclu complet al mișcării de precesie a axei de rotație a Pământului (de cca. 26.000 de ani). Dacă această aliniere ar avea loc, există posibilitatea producerii unor dezastre naturale majore. Criticii acestor speculații susțin că este imposibil ca un astfel de eveniment să provoace astfel de dezastre. Aceștia susțin că alinierea Soarelui, cu Pământul și Luna s-a mai petrecut cu ocazia a numeroase eclipse în trecut și că nu există nicio aliniere cu centrul galactic la 21 decembrie. Datorită faptului că alinierea galactică s-ar mai fi întâmplat în trecut, aceștia susțin că nici de această dată nu s-ar petrece nimic ieșit din comun.

### Schimbarea polilor magnetici ai Pământului
Speculațiile schimbării polilor magnetici ai Pământului consideră că pe Pământ s-ar putea produce mari pagube materiale, respectiv omenești din pricina schimbării bruște a polilor magnetici ai planetei. Acești poli sunt legați la rândul lor de o axă. Această axă este mai concret spus axa pământului. Ideea pe care această speculație o susține este că în data de 21 decembrie 2012 această axă s-ar roti rapid în direcția opusă. Din rotirea axei în direcția opusă ar rezulta schimbarea polilor magnetici. Problema apare în situația în care această axă s-ar roti rapid sau brusc. Rotirea bruscă ar avea drept rezultat aducerea de mari pagube la nivel mondial. Schimbarea polilor magnetici ai Pământului a fost deseori o problemă controversată. Criticii sunt de părere că o astfel de schimbare bruscă a polilor magnetici este imposibilă. Motivul pentru care criticii susțin că o astfel de schimbare este imposibilă este datorită faptului că polii sunt deja în schimbare însă într-o viteză foarte mică.

### Invazie extraterestră
O altă speculație des întâlnită în revistele și cărțile de specialitate din domeniu este despre o presupusă invazie extraterestră. Speculația despre invazia extraterestră susține ideea că extratereștrii ar sosi pe Pământ. Odată sosiți pe Pământ, se crede că extratereștrii nu vor fi foarte binevoitori, motivele reale ale venirii lor fiind fie aplicarea sclaviei asupra omenirii, fie exterminarea acesteia. Teoreticienii ce susțin această speculație consideră că, dacă extratereștrii ar sosi pentru a pune în sclavie omenirea, aceștia ar face-o pentru scoaterea mineralelor din munții Terrei. Pe de altă parte, dacă extratereștrii ar veni pentru distrugerea omenirii, unul dintre probabilele motive pentru care ar face-o este ocuparea planetei. Ca urmare a suprapopulării aceștia ar căuta disperați alte planete capabile de a susține viață. O dată găsite aceste planete se presupune în această teorie că aceștia le-ar coloniza.

## Civilizația mayașă

### Mitologie mayașă

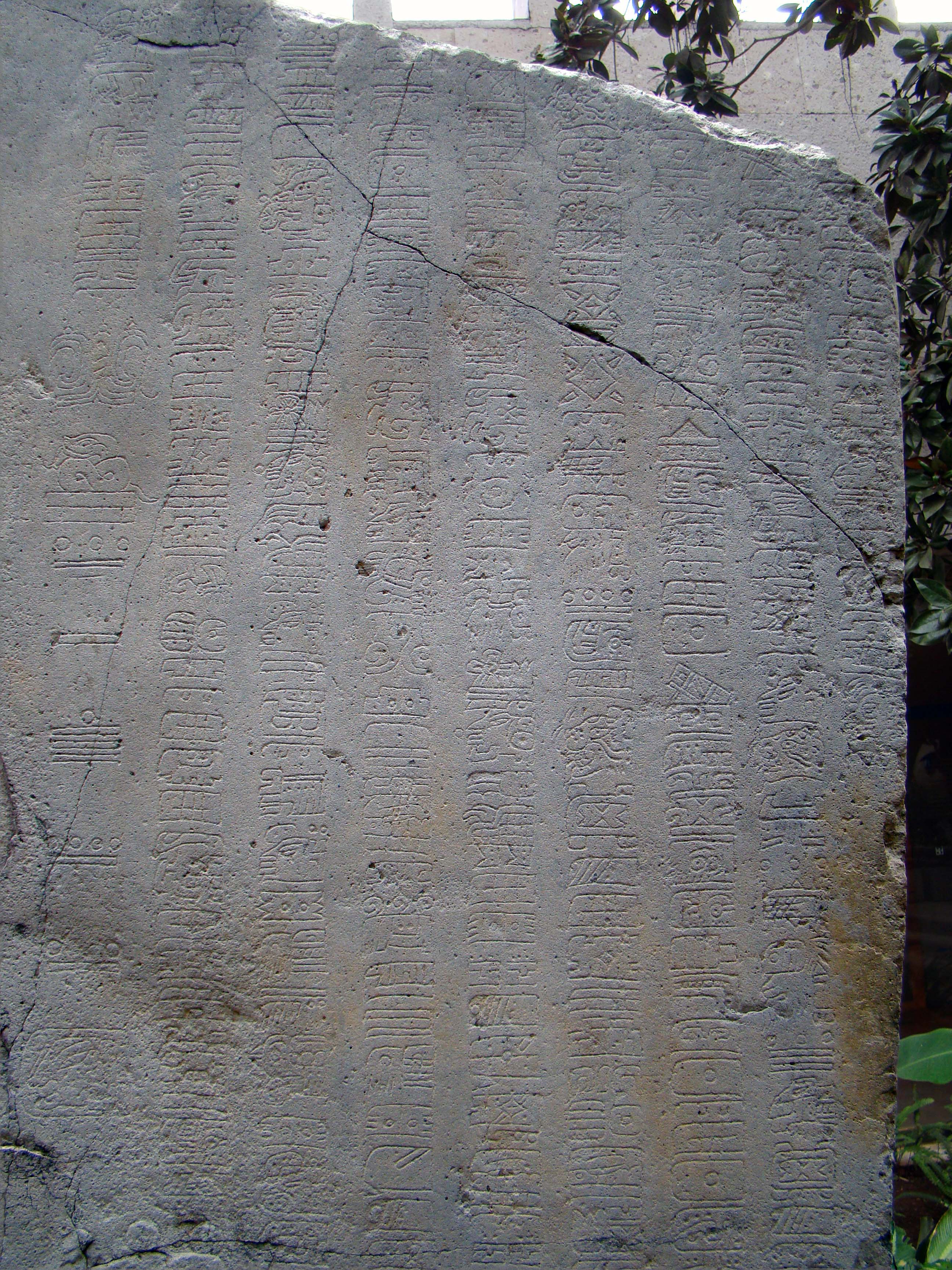
Detaliu ce arată coloane de simboluri din secolul al II-lea (CE La Mojarra Stela 1). Coloana din stânga dă un lung șir de numere 8, 5, 16, 9, 7 adică anul 156 d.Hr. Acele coloane din dreapta sunt formate din simboluri ale scrierii olmece.

Multe grupuri antice și moderne maya cred că universul a fost reînnoit de patru ori până astăzi. Prima dată a fost pentru a se realiza viața umană din cea animală; a doua reînnoire a produs un popor din lut care s-a transformat în cele din urmă în insecte (cum ar fi furnicile și albinele); a treia reînnoire ar fi dat naștere la maimuțe, iar a patra oară au fost creați oamenii porumbului (din sânge și mălai). Fiecare încercare prealabilă de creare a omului ar fi fost încheiată de diferite catastrofe care au regenerat universul. Aceste povești variază în funcție de ce grup maya povestește: animalele au fost aproape distruse de un potop, oamenii din lut au fost aproape distruși de o inundație și apoi de un incendiu la scară mondială, în timp ce oamenii maimuță au fost distruși de propriile lor unelte și atacați de animalele lor. Conform acestei mitologii în prezent trăiesc pe Pământ oamenii de porumb denumiți oameni adevărați, dar mayașii credeau că zeii nu sunt mulțumiți nici de această creație și că plănuiau o nouă reînnoire.

### Calendarul mayaș
Calendarul mayaș, bazat pe calcule astronomice, arată că sfârșitul unui mare ciclu de 5.200 ani va fi la 21 decembrie 2012. Deși nu există dovezi substanțiale că mayașii antici considerau data ca fiind una semnificativă, mulți oameni au postulat că această dată ar fi „sfârșitul lumii și al universului” din perspectiva mayașă, alții cred că data simboliza pentru maiași doar „venirea unor mari schimbări”.

#### Suntem în 2012?
Conform unui articol de pe canalul TV National Geographic, Dr. rer. nat. Andreas Fuls a arătat: calendarul mayaș a fost greșit transpus în calendarul iulian, așa că „sfârșitul” calendarului va întârzia vreo două sute de ani, mai precis până în anul 2208. Problema este complicată suplimentar de faptul că mayașii nu foloseau un singur calendar, ci patru calendare.

### Monumentul 5 de la Tortuguero

Monumentul 5 de la Tortuguero face legătura între sfârșitul celui de-al 13-lea b'ak'tun și întoarcerea zeului Bolon Yokte

Sven Gronemeyer, un expert german, a descris un manuscris maiaș care face referire tot la 2012. Dar subiectul nu este sfârșitul lumii, ci despre întoarcerea lui Bolon Yokte, zeul maiaș al creației și al războiului. Conform desenelor sculptate pe acest manuscris, Bolon Yokte revine pe planeta Pământ pe 21 decembrie 2012. Prin urmare data de 21 decembrie 2012 ar marca o zi de pregătire religioasă și nu o profeție apocaliptică. De asemenea au apărut interpretări fanteziste conform cărora întoarcerea lui Bolon Yokte este același lucru cu a Doua Venire a lui Iisus Hristos.

## Convingeri New Age
Multe afirmații despre anul 2012 sunt parte a unei colecții necodificate de credințe New Age despre înțelepciunea și spiritualitatea maiașilor antici.Arheoastronomul Anthony Aveni spune că în timp ce ideea de "echilibru cosmosic" a fost proeminentă în literatura maiașă antică, apocalipsa din 21 decembrie 2012 nu ține din aceste tradiții. În schimb, acesta este legat de conceptele americane, cum ar fi mișcarea New Age, milenarismul și credința într-o cunoașterea secretă provenită din locuri și/sau timpuri îndepărtate. Printre temele găsite în literatura despre 2012, se numără "suspiciunea față de cultura mainstream occidentală", ideea de evoluție spirituală și posibilitatea de a conduce lumea într-o Nouă Eră prin exemplu individual sau prin conștiința unui grup unit. Intenția generală a acestei literaturi nu este de a avertiza cu privire la sfârșitul iminent al lumii, ci de a sprijini o contra-cultură a simpatiei și, eventual, un "activism" socio-politic și spiritual. Aveni, care a studiat New Age și comunitățile SETI, descrie relatările despre 2012 ca fiind un produs al unei societăți "deconectate": "Incapabili de a găsi în noi înșine răspunsurile spirituale la marile întrebări ale vieții, ne îndreptăm atenția spre exterior spre entitățile imaginare care se află departe în timp și spațiu și care s-ar putea afla în posesia unor cunoștințe superioare".

## Noua „Arcă a lui Noe” din Franța
Lângă localitatea franceză Bugarach cu 200 de locuitori din departamentul Aude se adună din ce în ce mai mulți credincioși New Age care cred că în muntele din apropiere se află o navă spațială extraterestră care se va ridica și-i va salva în ziua Apocalipsei - 21 decembrie 2012. O credință similară este legată de muntele Rtanj din Serbia, care face parte din lanțul Carpați.